# 아흐메드 야신 가니
아흐메드 야신 가니 무사(1991년 4월 22일 ~ , 아랍어: أحمد ياسين غني)는 이라크의 축구 선수이다. 현재 외레브로 SK에서 활약하고 있으며, 포지션은 미드필더다.